# Gisikon
Gisikon (toponimo tedesco) è un comune svizzero di 1 460 abitanti del Canton Lucerna, nel distretto di Lucerna Campagna.

## Storia
Istituito nel 1814, fino al 1831 il comune di Gisikon costituì, assieme a Honau, una municipalità del comune di Root; vi fu combattuta la battaglia conclusiva della guerra del Sonderbund il 23 novembre 1847.

## Società

### Evoluzione demografica
L'evoluzione demografica è riportata nella seguente tabella:
Abitanti censiti

## Economia
L'economia locale si basa prevalentemente sul settore terziario e sul pendolarismo in uscita verso Lucerna.

## Infrastrutture e trasporti
Il comune di Gisikon è servito dall'omonima uscita autostradale sulla A14 e dalla stazione ferroviaria di Gisikon-Root delle Ferrovie Federali Svizzere, sulla linea Zugo-Lucerna (linea S1 della rete celere di Lucerna e della ferrovia urbana di Zugo).